# Cave (cratera)
Cave é uma cratera marciana. Tem como característica 8.4 quilômetros de diâmetro. Deve o seu nome a Cave, uma localidade da Nova Zelândia.